# دانشگاه مونتسکیو
دانشگاه مونتسکیو (فرانسوی: Université Montesquieu‎، همچنین به عنوان Bordeaux IV، فرانسوی: Bordeaux Quatre‎) یک دانشگاه فرانسوی مستقر در پساک، حومه بوردو بود. این مؤسسه در سال ۲۰۱۴، با Bordeaux 1 و Bordeaux 2 ادغام و دانشگاه بوردو را تشکیل داد.